# Orchestra Filarmonica di Bergen
L'Orchestra Filarmonica di Bergen è un'orchestra norvegese con sede a Bergen. La sua principale sala per i concerti è la Greig Hall.

## Storia
Fondata nel 1765 con il nome Det Musicalske Selskab (La Società Musicale), ha poi cambiato il suo nome in Musikselskabet Harmonien. I cittadini Bergen fanno spesso riferimento al complesso come "Harmonien" (l'Harmony).
Dopo la prima guerra mondiale ci fu un forte interesse nelle maggiori città norvegesi di Bergen e Kristiania (Oslo in seguito) ad avere orchestre più grandi. Nel 1919 l'orchestra di Bergen fu riorganizzata, utilizzando 40 musicisti a tempo pieno professionisti. A partire dal 2015 l'orchestra ha 101 musicisti.
L'orchestra ha avuto una lunga tradizione di eseguire musica contemporanea. La seconda sinfonia di Ludwig van Beethoven fu eseguita a Bergen nell'anno in cui era stata pubblicata 1804, ancor prima che fosse eseguita a Berlino. Il compositore di nato a Bergen Edvard Grieg aveva stretti legami con l'orchestra, e fu direttore artistico dal 1880 al 1882. Ha anche lasciato in eredità una parte del suo patrimonio a un fondo che continua a fornire un sostegno finanziario per l'orchestra. Altri compositori hanno servito come direttori principali dell'orchestra, tra cui Arvid Fladmoe, Johan Halvorsen, Iver Holter, Richard Henneberg, Olav Kielland e Per Winge. Il compositore Harald Sæverud fu spesso invitato a dirigere le proprie opere e l'orchestra continua a commissionare ed eseguire nuove composizioni regolarmente. Altri compositori che hanno diretto le proprie opere con l'orchestra sono Aaron Copland, Karl Nielsen, Jean Sibelius, Witold Lutosławski, Lukas Foss e Krzysztof Penderecki. Nel 1953 fu avviato il Festspillene i Bergen e Leopold Stokowski fu incaricato di dirigere l'orchestra. Altri direttori al Festival di Bergen sono stati Eugene Ormandy e Sir Thomas Beecham.
Il direttore d'orchestra americano Andrew Litton diventò direttore principale nel 2003 e direttore artistico nel 2005. Nel 2002 l'orchestra cominciò a registrare le opere complete orchestrali di Edvard Grieg, la prima orchestra Norvegese a farlo. Il direttore norvegese Ole Kristian Ruud e l'orchestra registrarono la fine dei 7 CD per la BIS nel 2005. Litton ora ha il titolo di direttore laureato con l'orchestra. L'attuale direttore principale dell'orchestra è Edward Gardner da ottobre 2015, con un contratto iniziale di 3 stagioni.
Molti membri dell'orchestra insegnano presso l'Accademia di Musica di Grieg, che è un conservatorio di musica all'interno dell'Università di Bergen.

## Lista parziale dei direttori
- Mathias Lundholm (1820–1827)
- Ferdinand Giovanni Schediwy (1827–?)
- Otto Lübert (1855–1856)
- Ferdinand A. Rojahn (1856–1859)
- August Fries (1859–1862)
- Amadeus Wolfgang Maczewsky (1862–?)
- Richard Henneberg (1873–?)
- Adolf Blomberg (1875–1878)
- Herman Levy (1879–1880)
- Edvard Grieg (1880–1882)
- Iver Holter (1882–1886)
- Per Winge (1886–1893)
- Johan Halvorsen (1893–1898)
- Harald Heide (1908–1947)
- Olav Kielland (1948–1952)
- Carl von Garaguly (1952–1958)
- Arvid Fladmoe (1958–1961)
- Karsten Andersen (1964–1985)
- Aldo Ceccato (1985–1990)
- Dmitri Kitajenko (1990–1998)
- Simone Young (1998–2002)
- Andrew Litton (2003–2015)
- Edward Gardner (2015–attuale)

## Dalle origini ai giorni nostri
- 1765 – Viene fondata Det Musicalske Selskab (La Società Musicale).
- 1769 – la Società è rinominata Det Harmoniske Selskab (La Società Armonica)
- 1770 – la Società ha oltre 30 membri, un terzo sono cantanti. Giovedì fissato come il giorno del concerto.
- 1771 – Il fuoco distrugge il locale dei concerti.
- 1773 – la Società affitta Altona come locale per i concerti (fino al 1807).
- 1774 – la Società ha 20 strumentisti, rispecchiando l'orchestra Esterhazy di Joseph Haydn dal 1766 al 1790.
- 1783 – la Società assume Ole Rødder come violinista stipendiato.
- 1785 – l'orchestra della Società ha 25 membri.
- 1799 – Johan Henrich Poulson, studente di Giovanni Battista Viotti dirige l'orchestra.
- 1811 – la Società compra il suo edificio in via King Oscar. L'orchestra ha circa 30 membri.
- 1812 – i membri della Società dánno lezioni gratuite ai giovani musicisti, alcuni dei quali suonano nell'orchestra.
- 1818 – il violinista Ole Bull inizia a suonare nell'orchestra a 8 anni.
- 1819 – il violinista Ole Bull esegue il concerto di Ignaz Pleyel con l'orchestra.
- 1820 – lo svedese Mathias Lundholm diventa direttore dell'orchestra.
- 1827 – il praghese Ferdinand Giovanni Schediwy è nominato direttore. Haydn, Mozart e Beethoven dominano il repertorio dell'orchestra.
- 1839 – come una promozione, la Società pubblicizza che ogni uomo può portare due donne ai concerti.
- 1855 – Otto Lübbert diventa direttore musicale.
- 1856 – la Società viene rinominata Musikselskabet Harmonien. Ferdinand A. Rojahn è nominato capo dell'orchestra. La prima parte della "Creazione" di Haydn è eseguita dopo oltre 100 prove.
- 1859 – August Fries è nominato direttore d'orchestra.
- 1862 – I musicisti dell'Harmonien assistono il diciottenne Edvard Grieg nel suo primo concerto nella sua città di Bergen dopo gli studi a Lipsia. Amadeus Wolfgang Maczewsky diventa direttore d'orchestra.
- 1863 – Edvard Grieg esegue una sonata di Beethoven con Maczewsky in un concerto della Società.
- 1865 – August Fries dirige la Sinfonia in Do minore di Grieg.
- 1866 – L'oratorio Elijah di Felix Mendelssohn eseguito con Nina Hagerup come solista.
- 1870 – l'Orchestra ha 41 membri permanenti.
- 1871 – la Sinfonia in Re maggiore di Johan Svendsen è eseguita per la prima volta a Bergen.
- 1873 – Richard Henneberg è chiamato come direttore d'orchestra.
- 1875 – Il tedesco Adolf Blomberg diventa Kapellmeister.
- 1879 – Herman Levy chiamato come direttore d'orchestra dopo Grieg declina l'offerta.
- 1880 – Edvard Grieg diventa direttore artistico.
- 1881 – l'Orchestra esegue il Concerto per piano in la minore di Grieg con Alice Lindberg come solista.
- 1882 – Il compositore Iver Holter diventa direttore d'orchestra.
- 1883 – Prima dell'orchestra di Landkjenning di Grieg.
- 1885 – Johan Halvorsen assunto come primo violino.
- 1886 – Per Winge nominato direttore d'orchestra.
- 1889 – Nessun concerto.
- 1893 – Johan Halvorsen diventa direttore d'orchestra. Durante le sue sei stagioni come Direttore d'orchestra, egli introduce la musica di Glinka, Delibes, Dvořák, Humperdinck e Sibelius a Bergensers.
- 1907 – Morte di Edvard Grieg.
- 1908 – Harald Heide diventa direttore d'orchestra principale. Viene creato il "Fondo Edvard Grieg".
- 1915 – l'Orchestra celebra la 150ª stagione. Primo concerto nel Koncert-Palæet.
- 1919 – l'Orchestra viene riorganizzata ed impiega 40 musicisti a tempo pieno.
- 1920–21 – Jean Sibelius dirige suoi lavori: Sinfonia n. 2, Il cigno di Tuonela e Finlandia
- 1923–24 – Carl Nielsen dirige suoi lavori, compresa la Sinfonia n. 2 (The Four Temperaments). Prima per l'Orchestra della Sinfonia Nr. 2 di Harald Sæverud.
- 1924–25 – Pierre Monteux dirige come ospite.
- 1925–26 – l'Orchestra celebra la sua 160ª stagione.
- 1927–28 – Prima trasmissione radio di concerti dell'Orchestra.
- 1930–31 – Assoli con l'orchestra di Marian Anderson, tre anni prima del suo debutto a Londra. Kurt Atterberg dirige la propria Sinfonia Nr. 6.
- 1931–32 – Première dell'Orchestra della Sinfonia No. 3 di Harald Sæverud.
- 1934–35 – Karol Szymanowski si esibisce come solista nella sua Sinfonia concertante per pianoforte e orchestra.
- 1938 – Primo "Concerto dei Giovani Solisti."
- 1939–40 – L'Orchestra organizza il primo "Concerto dei Lavoratori"
- 1941 – Al giubileo per i 175 anni di concerti dell'orchestra, una folla nazista protesta contro Ernst Glaser, un Ebreo che avrebbe dovuto esibirsi da solista con il violino di Ole Bull. Egli viene portato via dai soccorritori e il concerto viene annullato dopo il primo numero.
- 1942–43 – L'Orchestra dà cinque concerti commemorativi per il 100 anni del giubileo di Edvard Grieg.
- 1943 – Un allarme antiaereo interrompe il concerto di apertura della stagione.
- 1944–45 – L'orario del concerto viene cambiato alle 18:00 a causa del coprifuoco alle 21:00. L'Orchestra tiene un concerto di beneficenza per le vittime dei bombardamenti in Laksevåg.
- 1946–47 – Anteprima dell'Orchestra del Concerto per oboe di Harald Sæverud. Ha inizio la serie di concerti della Scuola.
- 1947–48 – Viene scelto il sito per la Sala Grieg. Haakon B. Wallem dona un milione di corone norvegesi al fondo per la costruzione.
- 1948 – Olav Kielland diventa Direttore principale dell'orchestra.
- 1951 – L'Orchestra si avvale di 54 musicisti a tempo pieno.
- 1952–53 – Carl von Garaguly viene nominato direttore artistico.
- 1953 – Ha inizio il Festival Internazionale di Bergen. Dirige Leopold Stokowski.
- 1953–54 – Viene creato il Harmonien's fund for New Music.
- 1954–55 – Eugene Ormandy dirige come ospite.
- 1956–57 – l'Orchestra in anteprima con la Sinfonia No. 2 di Egil Hovland.
- 1957–58 – l'Orchestra in anteprima con Brudlaupssuiten di Geirr Tveitt.
- 1958–59 – Arvid Fladmoe diventa direttore artistico. L'Orchestra si avvale di 60 musicisti a tempo pieno.
- 1961–62 – Pierre Monteux dirige da ospite.
- 1962–63 – L'Orchestra fa la prima tournée internazionale a Copenaghen, in Danimarca.
- 1964 – Karsten Andersen diventa Direttore principale dell'orchestra.
- 1966 – Tour in U.S.A. sotto il nome di "Norwegian Festival Orchestra". L'Orchestra festeggia la 200ª stagione. Karsten Andersen è nominato direttore artistico.
- 1968 – Re Olav V di Norvegia pone la pietra angolare della Sala Grieg.
- 1969–70 – Anteprima dell'Orchestra di Polaris di Ragnar Söderlind.
- 1970–71 – Lukas Foss dirige Rileys in C. L'Orchestra va in tour in Inghilterra.
- 1972–73 – L'Orchestra va in tour in Germania. Première dell'orchestra di Bøn di Magnar Åm.
- 1974–75 – Première dell'orchestra della Sinfonia n. 11 di Allan Pettersson.
- 1975–76 – Aaron Copland dirige le proprie opere.
- 1976–77 – Première dell'orchestra del Concerto per violoncello di Kjetil Hvoslef.
- 1978 – L'Orchestra si trasferisce nella Sala Grieg.
- 1979–80 – Tour dell'Orchestra a Tallinn, Mosca e Leningrado. Antal Doráti dirige come ospite.
- 1980–81 – Witold Lutosławski dirige le proprie opere. Dmitri Kitajenko dirige l'orchestra per la prima volta. L'Orchestra si avvale di 72 musicisti a tempo pieno.
- 1982–83 – Krzysztof Penderecki dirige le proprie opere. Aldo Ceccato dirige l'orchestra per la prima volta.
- 1984–85 – Tour dell'Orchestra in Belgio e Francia.
- 1985 – Aldo Ceccato diventa Direttore principale d'dell'orchestra
- 1986 – Il nome dell'orchestra viene cambiato in Bergen Filharmoniske Orkester. L'Orchestra si avvale di 83 musicisti a tempo pieno.
- 1989 – L'Orchestra si avvale di 89 musicisti a tempo pieno.
- 1990 – Dmitri Kitajenko diventa Direttore principale dell'orchestra
- 1997 – Lorentz Reitan diventa amministratore delegato
- 1998 – Simone Young diventa Direttore principale dell'orchestra
- 2000 – Krzysztof Penderecki e Luciano Berio dirigono ognuno le proprie opere.
- 2002 – Tour dell'Orchestra in Austria (Bregenz, Salisburgo, Vienna e Graz) e Croazia (Zagabria) col direttore d'orchestra spagnolo Rafael Frühbeck de Burgos
- 2003 – Andrew Litton diventa Direttore principale dell'orchestra, porta l'orchestra in tournée in Spagna.
- 2005 – Andrew Litton nominato direttore artistico. L'Orchestra celebra la sua 240ª stagione. Litton conduce un tour europeo con concerti a Udine, Lubiana, Zagabria, Roma, Vienna e Innsbruck.
- 2006 – Il personale dell'Orchestra è aumentato a 98 musicisti. L'Orchestra va in sciopero durante il Festival Internazionale di Bergen. Sten Cranner diventa amministratore delegato.
- 2007 – Tour al Concertgebouw (Amsterdam), Birmingham Sinfonia Hall e Royal Albert Hall, Proms (Londra), con Boris Berezovsky come pianoforte solista. Tour con 12 concerti degli Stati Uniti, tra cui alla Carnegie Hall di New York. Solista: André Watts, pianoforte.
- 2008 – Concerto al Musikverein di Vienna. Solista Johannes Moser, violoncello. Tour con tre concerti di Polonia, Estonia e Svezia, con solista Nikolaj Znaider, violino.

## Discografia parziale

### BIS Records
- Peter Tchaikovsky e Alexander Glazunov: Violin Concertos. Vadim Gluzman, violino. Andrew Litton, Direttore d'orchestra. BIS Records
- Peter Tchaikovsky: Il lago dei cigni, La bella addormentata, Lo schiaccianoci. Neeme Jarvi, Direttore d'orchestra
- Edvard Grieg: The Complete Orchestral Music. BIS-CD-1740/42 (8cds). Ole Kristian Ruud, Direttore d'orchestra
- Kalevi Aho – Concerto per Contrabbasso e Orchestra. Lewis Lipnick, contrabbasso. Andrew Litton, Direttore d'orchestra. BIS-CD-1574. 2007
- Sergei Prokofiev – Romeo e Juliet, Andrew Litton, Direttore d'orchestra. BIS-SACD-
- Edvard Grieg – Olav Trygvason, Orchestral Songs. Ole Kristian Ruud, Direttore d'orchestra, Solveig Kringelborn, soprano, Ingebjørg Kosmo, mezzosoprano, Trond Halstein Moe, baritono, Marita Solberg, soprano, Bergen Philharmonic Choir, Kor Vest, Voci Nobili. 2006. BIS-SACD-1531
- Edvard Grieg – Peer Gynt Suites. Ole Kristian Ruud, Direttore d'orchestra. 2006. BIS-SACD-1591
- Edvard Grieg – Holberg Suite, Music for Strings. Ole Kristian Ruud, Direttore d'orchestra. 2005. BIS-SACD-1491
- Edvard Grieg – Peer Gynt (The Complete Incidental Music) (May 2005) SACD-1441/42
- Arvo Pärt – Spiegel im Spiegel (April 2005) CD-1434
- Edvard Grieg – Sigurd Jorsalfar (March 2004 SACD-1391
- Edvard Grieg – Orchestral Dances (May 2003) SACD-1291
- Edvard Grieg – Piano Concerto (February 2003) SACD-1191
- Benjamin Britten – The Young Person's Guide to the Orchestra (January 1989) CD-420
- Robert Schumann – Sinfonie n. 3 & 4, riorchestrate da Gustav Mahler (January 1988) CD-394
- Robert Schumann – Sinfonie n. 1 & 2, riorchestrate da Gustav Mahler (January 1987) CD-361
- Eduard Tubin – Sinfonie n. 4 (January 1986) CD-227, anche disponibile in una raccolta delle Sinfonie di Tubin, CD-1402/04

### Hyperion Records
- Eyvind Alnæs e Christian Sinding: Piano Concerto. Piers Lane, piano. Andrew Litton, Direttore d'orchestra. 2007. Hyperion Records CDA67555

### Chandos Records
- Nikolai Rimsky-Korsakov – Sinfonia No. 1; Sinfonia No. 2 "Antar"; Sinfonia No. 3; Capriccio espagnol; Russian Easter Overture; Piano Concerto; Sadko. Geoffrey Tozer (piano), Bergen Philharmonic Orchestra, Chandos Records 6613 CD

### Nkf
- Bull: Herdgirl's Sunday, Bergen Sinfonia Orchestra con Arve Tellefsen. Diretta da Karsten Andersen (1995) ASIN: B0000044TC

### Simax
- Ludvig Irgens-Jensen – Japanischer Frühling; Passacaglia; Pastorale religioso; Canto d'omaggio, Bergen Philharmonic Orchestra, Ragnhild Heiland Sorensen (soprano), Eivind Aadland (Direttore d'orchestra) Simax 1164 CD

### Virgin Classics
- Bolero: French & Russian Orchestral Favorites, Dmitri Kitajenko (Direttore d'orchestra). Virgin Classics ASIN: B000059LOF
- Classical Dreams: Music to Inspire; Bergen Philharmonic Orchestra, Bournemouth Sinfonietta, et al. ASIN: B00005Q467
- Grieg: Piano Concerto – Sonata Op. 7, Lyric Pieces Opp. 43, 54 & 65, Leif Ove Andsnes (piano) #61745 (2000) ASIN: B00004LCAV
- Grieg: Danze Sinfoniche Op. 64; Marcia funebre in Memoria di Richard Nordraak, Dmitri Kitajenko (Direttore d'orchestra) (2000) ASIN: B000026CIK